# Hornostajiwka
Hornostajiwka (ukrainisch, kyrillisch Горностаївка; russisch Горностаевка Gornostajewka) ist eine Siedlung städtischen Typs im Zentrum der ukrainischen Oblast Cherson mit 6600 Einwohnern (2016). Bis Juli 2020 war sie der Verwaltungssitz des gleichnamigen Rajons Hornostajiwka.

## Geographie
Hornostajiwka liegt am linken Ufer des zum Kachowkaer Stausee angestauten Dnepr 128 km nordöstlich der Oblasthauptstadt Cherson und 54 km nordöstlich von Nowa Kachowka.

## Geschichte
Hornostajiwka wurde Ende des 18. Jahrhunderts durch Siedler aus der Region Poltawa und Tschernihiw gegründet.
Das Dorf war vom 11. September 1941 bis zum 2. November 1943 von Truppen der Wehrmacht besetzt.
Seit 1956 besitzt Hornostajiwka den Status einer Siedlung städtischen Typs.

## Verwaltungsgliederung
Am 22. November 2016 wurde die Siedlung zum Zentrum der neugegründeten Siedlungsgemeinde Hornostajiwka (ukrainisch Горностаївська селищна громада/Hornostajiwska selyschtschna hromada), zu dieser zählten auch noch die 18 in der untenstehenden Tabelle aufgelistetenen Dörfer, bis dahin bildete sie zusammen mit dem Dorf Selenyj Pod die gleichnamige Siedlungsratsgemeinde Hornostajiwka (Горностаївська селищна рада/Hornostajiwska selyschtschna rada) im Nordwesten des Rajons Hornostajiwka.
Am 12. Juni 2020 kam noch das Dorf Kajiry zum Gemeindegebiet.
Seit dem 17. Juli 2020 ist sie ein Teil des Rajons Kachowka.
Folgende Orte sind neben dem Hauptort Hornostajiwka ein Teil der Gemeinde:
| Name                      | Name                | Name                                               |
| ukrainisch transkribiert  | ukrainisch          | russisch                                           |
| ------------------------- | ------------------- | -------------------------------------------------- |
| Jasna Poljana             | Ясна Поляна         | Ясная Поляна (Jasnaja Poljana)                     |
| Kajiry                    | Каїри               | Каиры (Kairy)                                      |
| Kosatschi Laheri          | Козачі Лагері       | Казачьи Лагери (Kasatschji Lageri)                 |
| Kotschubejiwka            | Кочубеївка          | Кочубеевка (Kotschubejewka)                        |
| Krasne                    | Красне              | Красное (Krasnoje)                                 |
| Lopatky                   | Лопатки             | Лопатки (Lopatki)                                  |
| Marynske                  | Маринське           | Маринское (Marinskoje)                             |
| Nowa Blahowischtschenka   | Нова Благовіщенка   | Новая Благовещенка (Nowaja Blagoweschtschenka)     |
| Nowi Oleschky             | Нові Олешки         | Новые Олешки (Nowyje Oleschki)                     |
| Nowojelysawetiwka         | Новоєлизаветівка    | Новоелизаветовка (Nowojelisawetowka)               |
| Olhyne                    | Ольгине             | Ольгино (Olgino)                                   |
| Sawodiwka                 | Заводівка           | Заводовка (Sawodowka)                              |
| Selenyj Pod               | Зелений Под         | Зелёный Под (Seljony Pod)                          |
| Slawne                    | Славне              | Славное (Slawnoje)                                 |
| Sofijiwka                 | Софіївка            | Софиевка (Sofijewka)                               |
| Tscherwonoblahotadtne     | Червоноблагодатне   | Червоноблагодатное (Tscherwonoblagodatnoje)        |
| Wassyliwka                | Василівка           | Василевка (Wassilewka)                             |
| Welyka Blahowischtschenka | Велика Благовіщенка | Великая Благовещенка (Welikaja Blagoweschtschenka) |
| Wilne                     | Вільне              | Вольное (Wolnoje)                                  |

## Bevölkerungsentwicklung
| 1959  | 1970  | 1979  | 1989  | 2001  | 2016  |
| ----- | ----- | ----- | ----- | ----- | ----- |
| 4.379 | 5.067 | 5.867 | 6.428 | 7.023 | 6.686 |

Quelle: